# Shortlist
Shortlist (englisch shortlist oder short list, aus short „kurz“ und list „Liste“) bezeichnet eine Liste einer engeren Auswahl etwa eines Wettbewerbes, die durch Kürzen einer Longlist (engl. longlist, aus long „lang“ und list „Liste“) und gelegentlich einer Midlist (von middle „Mitte“) entstanden ist. Der Duden definiert Longlist als „erste, größere Auswahlliste [für einen Wettbewerb], aus der dann eine engere Auswahl (Shortlist) getroffen wird“.
Die Shortlist ist ein Zwischenergebnis eines Auswahlprozesses und bezeichnet die engere Auswahl von Kandidaten für einen Arbeitsplatz, eine Auszeichnung, eine akademische Berufung, o. ä., die aus einer ersten Vorauswahl oder längeren Liste aller Bewerber oder Kandidaten ermittelt wurden. Diese Begriffe sind als Anglizismen inzwischen auch im Deutschen gebräuchlich, werden im Duden aufgeführt und etwa im Auswahlverfahren des Deutschen Buchpreises verwendet.